# Laura Breszka
Laura Breszka (ur. 18 stycznia 1988 we Wrocławiu) – polska aktorka telewizyjna, teatralna i dubbingowa.

## Życiorys
W 2010 ukończyła studia na Wydziale Aktorskim Państwowej Wyższej Szkoły Filmowej Telewizyjnej i Teatralnej w Łodzi.
Zadebiutowała na dużym ekranie rolą w filmie Nie ten człowiek (2010). Szerszej publiczności dała się poznać jako Agnieszka z serialu Julia (2011–2012) i Magda z produkcji Cisza nad rozlewiskiem (2013–2014), ale największą rozpoznawalność przyniosła jej rola Maleny Pisarek w Singielce (2015–2016).
W 2015 wystąpiła w teledysku do piosenki zespołu Classic „Nie płacz Ewka”. W 2016 była nominowana do Gwiazdy Plejady w kategorii debiut roku.
W grudniu 2017 dołączyła do obsady programu SNL Polska, w którym odpowiadała za skecze i satyryczny panel Weekend Update. Według Wirtualnej Polski była „jednym z najjaśniejszych punktów” tego programu. Występowała w autorskim programie Doniesienia, tworzonym dla platformy wideo na żądanie player.pl, jednak z jego emisji zrezygnowano już po premierze pierwszego odcinka.

### Życie prywatne
Ma córkę Leę. Od 2019 wychowuje syna swojej zmarłej siostry.

## Filmografia
| Rok       | Tytuł                      | Rola                                           | Uwagi           |
| --------- | -------------------------- | ---------------------------------------------- | --------------- |
| 2010      | Nie ten człowiek           | kelnerka                                       |                 |
| 2011      | Wiadomości z drugiej ręki  | prostytutka                                    | odc. 14         |
| 2011      | Licencja na wychowanie     | Czerwony Kapturek                              | odc. 78         |
| 2011      | Hotel 52                   | Ulka                                           | odc. 36         |
| 2012      | Julia                      | Agnieszka Turczyńska                           |                 |
| 2012      | Przyjaciółki               | koleżanka Marty                                | odc. 5          |
| 2012      | Prawo Agaty                | Beata Kaczmarek, żona Jacka                    | odc. 20         |
| 2012      | Ja to mam szczęście!       | Sabina, kuzynka                                | odc. 17         |
| 2012      | Bejbi blues                | Violetta, ekspedientka w sklepie "Blue Rabbit" |                 |
| 2013      | Rodzinka.pl                | Pati                                           | odc. 119, 120   |
| 2013      | Komisarz Alex              | Olga, przyjaciółka Patrycji                    | odc. 28         |
| 2013–2014 | Cisza nad rozlewiskiem     | Magda                                          |                 |
| 2014      | Wataha                     | Fiduk                                          |                 |
| 2015      | Nie rób scen               | mama dziewczynki                               | odc. 9          |
| 2015      | M jak miłość               | Anetka, partnerka Markowskiego                 | odc. 1158, 1159 |
| 2015–2016 | Singielka                  | Malena Pisarek, redaktorka modowa              |                 |
| 2017      | Lekarze na start           | Kaja, chora psychicznie malarka                | odc. 13         |
| 2017      | Komisarz Alex              | dziennikarka Roksana                           | odc. 109        |
| 2017–2018 | Pensjonat nad rozlewiskiem | Magda                                          |                 |
| 2017–2018 | Na Wspólnej                | Natalia Popławska                              |                 |
| 2018–2019 | Na Wspólnej                | Lena Williams                                  |                 |
| 2018      | W rytmie serca             | Paulina Matysiak, żona Marka                   | odc. 22         |
| 2018      | Ojciec Mateusz             | Jagoda Malczyk, żona Jana                      | odc. 246        |
| 2018      | O mnie się nie martw       | prokurator Marzena Grzegorczyk                 |                 |
| 2018      | Na dobre i na złe          | Ewelina                                        | odc. 691        |
| 2019      | Miasto długów              | Bogusia Maj                                    |                 |
| 2019–2021 | Zakochani po uszy          | policjantka Kinga                              |                 |
| 2020      | Komisarz Alex              | Dorota Czekalska, żona Mariusza                | odc. 167        |
| 2021      | Mamy to                    | Ewa, żona Szymona                              |                 |
| 2021      | Krucjata. Prawo serii      | Ewa Szwarc                                     | odc. 2          |
| 2021      | Usta usta                  | głos Rodzynki                                  | odc. 42         |
| 2021      | Ojciec Mateusz             | Małgorzata Leszczyńska                         | odc. 322        |
| 2021–2022 | Tajemnica zawodowa         | aplikantka Ada Wójcik                          |                 |
| 2022      | Ślub doskonały             | recepcjonistka Bożenka                         |                 |
| 2022–2023 | Przyjaciółki               | Marta                                          |                 |
| 2023      | Cały ten seks              | Ola                                            |                 |
| 2023      | Magiczny kwiat paproci     |                                                |                 |
| 2024      | Kryminalne zagadki Mazur   |                                                |                 |
| od 2024   | Dzielnica strachu          | komisarz Sara Nowakowska                       |                 |